# Монсо-ан-Бессен
Монсо́-ан-Бессе́н (фр. Monceaux-en-Bessin) — коммуна во Франции, находится в регионе Нижняя Нормандия. Департамент коммуны — Кальвадос. Входит в состав кантона Бейё. Округ коммуны — Байё.
Код INSEE коммуны — 14436.

## Население
Население коммуны на 2010 год составляло 514 человек.
| 1962 | 1968 | 1975 | 1982 | 1990 | 1999 | 2010 |
| ---- | ---- | ---- | ---- | ---- | ---- | ---- |
| 268  | 244  | 278  | 346  | 395  | 384  | 514  |

## Экономика
В 2010 году среди 360 человек трудоспособного возраста (15—64 лет) 249 были экономически активными, 111 — неактивными (показатель активности — 69,2 %, в 1999 году было 70,9 %). Из 249 активных жителей работали 237 человек (128 мужчин и 109 женщин), безработных было 12 (4 мужчины и 8 женщин). Среди 111 неактивных 25 человек были учениками или студентами, 71 — пенсионерами, 15 были неактивными по другим причинам.